# Сарагоса – Серрабло
Сарагоса – Серрабло – газопровід на північному сході Іспанії.
В 1984 році у іспанських Піренеях почалась розробка газового родовища Серрабло, для видачі продукції якого проклали трубопровід довжиною 247 кілометрів з діаметром 500 мм. Він прямував в район Сарагоси, де був сполучений з газопроводом Тівісса – Аро.
В 1990-х роках запаси родовища були виснажені, а у 2001-му на його основі ввели в дію підземне сховище газу Серрабло, що потебувало бідирекціонального руху на лінії Сарагоса – Серрабло.
Трубопровід працює з робочим тиском до 7,2 Мпа.